# Vladislav Pavlovitj
Vladislav Jurjevitj Pavlovitj (ryska: Владислав Юрьевич Павлович), född den 17 mars 1971 i Moskva, Ryssland, är en rysk fäktare som ingick i det ryska lag som tog OS-guld i herrarnas lagtävling i florett i samband med de olympiska fäktningstävlingarna 1996 i Atlanta.